# Bayeux
 Bayeux  je město v Normandii na severozápadě Francie, sídlo stejnojmenného kantonu a jednoho ze čtyř arrondissementů departementu Calvados v regionu Normandie. Město, které bylo do roku 1790 centrem historické provincie Bessin, leží 27 km severozápadně od Caen a 267 km severozápadně od Paříže, protéká jím řeka Aure. Má rozlohu 7,11 km² a čítá přibližně 15 000 obyvatel.

## Historie
Název města pochází od keltského kmene Bajocasů; v římské době bylo sídlo nazýváno Augustodurum a poté Civitas Baiocassium. Kolem roku 890 bylo město vyvráceno Normany. Po usídlení a přijetí křesťanství bylo město znovu vystavěno. Bayeux bylo prvním francouzským městem, které 7. června 1944 osvobodili Spojenci při vylodění v Normandii. Navzdory bojům které se odehrávaly jen několik kilometrů severně od města je ve městě velmi dobře dochované jeho historické jádro.

## Památky

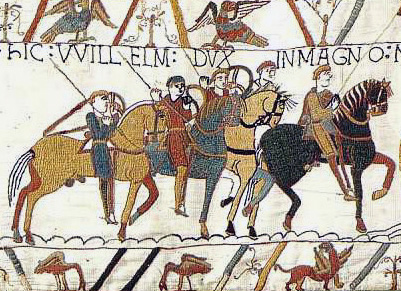
Tapisérie z Bayeux

- tapisérie z Bayeux
- katedrála Notre Dame
- památník generála de Gaulla
- britský vojenský hřbitov
- benediktinský klášter

Muzea
- Normanské vojenské muzeum
- Muzeum barona Gérarda
- Muzeum krajek

## Vývoj počtu obyvatel
Počet obyvatel

## Slavní rodáci a obyvatelé
- Mikuláš Oresme (před 1330 – 1382), scholastický učenec, teolog a biskup
- Alain Chartier (kolem 1385 – 1433), politik a básník
- Joachim Rupalley (1718 – 1780), malíř
- Gabriel-Narcisse Rupalley (1745 – 1798), malíř
- Robert Lefèvre (1755 – 1830), malíř
- François de Caumont (1768 – 1848), malíř
- Arcisse de Caumont (1801 – 1873), archeolog
- Jean Grémillon (1901 – 1959), režisér
- Roger Bésus (1915 – 1994), sochař a spisovatel

## Partnerská města
- Dorchester, Velká Británie
- Eindhoven, Nizozemsko
- Chojnice, Polsko
- Lübeck, Německo
- Viborg, Dánsko